# Góry płytowe

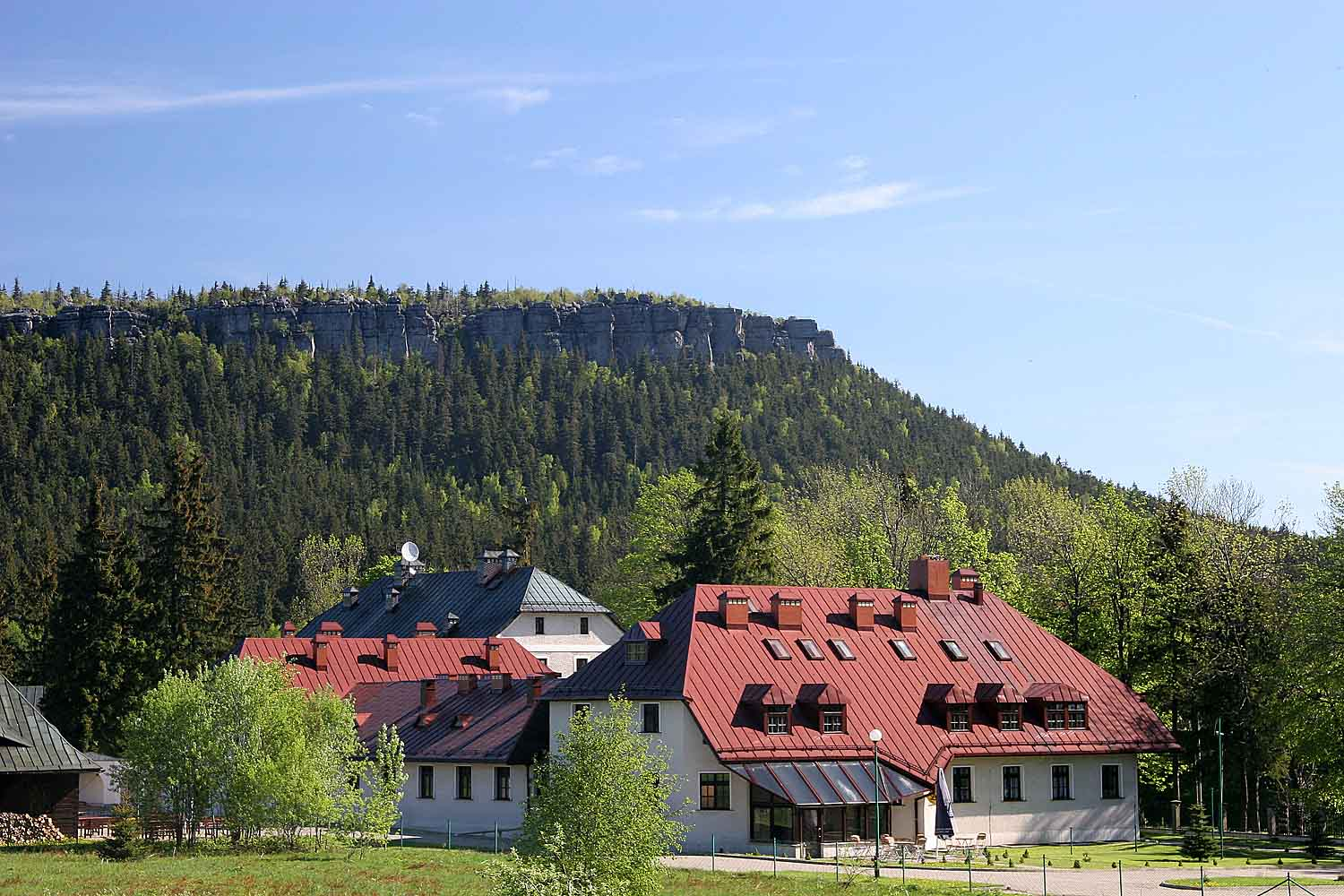
Góry Stołowe, widok od strony Karłowa. Przykład gór płytowych.

Góry płytowe - góry zbudowane z warstw skał osadowych o różnej twardości, a przede wszystkim odporności na wietrzenie - (piaskowców i mułowców) poziomo zalegających i piętrowo ułożonych. Wytworzone w czasie sedymentacji płyty podczas ruchów górotwórczych zostały wyniesione w górę lecz nie zostały pofałdowane. Wyniesione i niezdeformowane podczas orogenez grube płyty skał osadowych przez miliony lat podlegały działaniom erozji czego efektem jest niepowtarzalny krajobraz powstałych w ten sposób gór płytowych.
W Polsce jedynym przykładem gór płytowych są Góry Stołowe.